# Das Traumschiff: Los Angeles
Das Traumschiff: Los Angeles ist ein deutscher Fernsehfilm unter der Regie von Stefan Bartmann, der am 1. Januar 2018 im ZDF seine Erstausstrahlung hatte. Es ist die 80. Folge der Fernsehreihe Das Traumschiff.

## Handlung
- Chefstewardess Beatrice: Ihr Roman wird ein Bestseller. Sie soll einen zweiten Roman schreiben. Hollywood-Produzent Will Goldsmith ist an Bord und möchte ihren Roman verfilmen und selbst das Drehbuch schreiben. Das führt zu einem Konflikt mit ihrer geliebten Arbeit an Bord.
- Die Brüder Christoph und Ralf mit Tochter Sophie; Clara: Christoph ist in Clara verliebt und lädt sie auf die Reise ein. Bruder Ralf verliebt sich, ohne sie zu kennen, ebenfalls in Clara.
- Sabine, Nico und Carina: Sabines Pflegesohn Nico möchte Hollywood-Stuntman werden und hat deswegen das Abi abgebrochen. Das findet Sabine nicht gut. Sie beide lernen Carina kennen, die vom Vater Geld, aber keine Liebe und Aufmerksamkeit bekommt.

## Hintergrund
Das Traumschiff: Los Angeles wurde vom 14. Januar 2017 bis zum 30. März 2017 in Los Angeles gedreht. Produziert wurde der Film von der Polyphon Film- und Fernsehgesellschaft.
Dies war die letzte Episode mit Heide Keller als Chefhostess Beatrice, welche auf eigenen Wunsch hin die Serie verließ.

## Rezeption

### Einschaltquoten
Bei der Erstausstrahlung am 1. Januar 2018 wurde Das Traumschiff in Deutschland von 6,70 Millionen Zuschauern gesehen, was für das ZDF einen Marktanteil von 18,1 Prozent einbrachte.